# Nanasei Iino
Nanasei Iino (japanisch 飯野 七聖 Iino Nanasei; * 2. Oktober 1996 in Joetsu) ist ein japanischer Fußballspieler.

## Karriere
Iino erlernte das Fußballspielen in der Jugendmannschaft von Albirex Niigata und der Universitätsmannschaft der Kokushikan-Universität. Seinen ersten Vertrag unterschrieb er 2019 bei Thespakusatsu Gunma. Der Verein aus Kusatsu spielte in der dritthöchsten Liga des Landes, der J3 League. Ende 2019 wurde er mit dem Verein Vizemeister und stieg somit in die zweite Liga auf. Für Thespakusatsu absolvierte er insgesamt 48 Spiele. Im Januar 2021 unterschrieb er einen Vertrag beim Erstligisten Sagan Tosu. Für den Verein aus Tosu absolvierte er 51 Ligaspiele. Nach der Hinserie 2022 unterschrieb er am 11. Juli 2022 einen Vertrag beim Ligarivalen Vissel Kōbe. Am Ende der Saison 2023 und 2024 feierte er mit dem Verein aus Kōbe die japanische Meisterschaft.

## Erfolge
Vissel Kōbe
- Japanischer Meister: 2023, 2024